# Масапиква (Њујорк)
Масапиква (енгл. Massapequa) насељено је место без административног статуса у америчкој савезној држави Њујорк.

## Демографија
По попису из 2010. године број становника је 21.685, што је 967 (-4,3%) становника мање него 2000. године.
| Група             | 2000.          | 2010.          |
| Белци             | 21.606 (95,4%) | 20.198 (93,1%) |
| Афроамериканци    | 38 (0,2%)      | 79 (0,4%)      |
| Азијати           | 287 (1,3%)     | 350 (1,6%)     |
| Хиспаноамериканци | 587 (2,6%)     | 900 (4,2%)     |
| Укупно            | 22.652         | 21.685         |